# Habrocerus
Habrocerus är ett släkte av skalbaggar som beskrevs av Wilhelm Ferdinand Erichson 1839. Habrocerus ingår i familjen kortvingar.
Släktet innehåller bara arten Habrocerus capillaricornis.